# Monhystera tripyloides
Monhystera tripyloides är en rundmaskart som beskrevs av Abdrassy 1968. Monhystera tripyloides ingår i släktet Monhystera och familjen Monhysteridae. Inga underarter finns listade i Catalogue of Life.